# Steemit
SteemitはブロックチェーンデータベースSteem上でブログやソーシャル・ネットワークを展開するソーシャルニュースサービスである。

## 歴史
プロジェクトは2016年にBitSharesの創設者であるNed ScottとDan Larimerによって設立された。彼らはSteemit Inc.を設立し、Steemitの運営と、プラットフォームの継続的な開発に資金提供している。2017年5月15日、Dan Larimerが同社を辞任したことが発表された。

## コンセプト
アイデアは2016年3月に発表されたホワイトペーパーで説明されている。
基本的なコンセプトは他のブログサイトやredditのようなソーシャルニュースサイトと似通っているが、テキストがブロックチェーンに保存されるという特徴がある。ブロックチェーンを利用することにより、コメントと投稿に安全なトークンを用いて報酬を与えることができる。Steemitでは画像をアップロードし共有することができるが、他のマルチメディアコンテンツは他のウェブホストから埋め込む必要がある。書式設定にはWYSIWYG エディタを用いることができる。また、Markdown形式を用いることも可能である。
ユーザーは投稿とコメントに投票することができ、投票された著者はSTEEMとUSドルにペッグされたSteem Dollarsという仮想通貨で報酬を受け取ることができる。
また、人気コンテンツをキュレーションすることで報酬を得ることができる。キュレーションには投票コメントと投稿が含まれる。投票の重みとキュレーション報酬はSTEEM Powerによって左右される。
Steemitには評価システムがあり、新規アカウントは評価25で始まる。アカウントは投票によって評価が変動するため、マナー向上に役立つ。

## Steemブロックチェーン
SteemitはSteemという分散ネットワーク上で動作する。Steemはビットコインのように譲渡可能なトークンを持つブロックチェーンである。トークンの移動に加えて、Steemはアプリケーションやウェブサイトからアクセス可能なテキストコンテンツとメタデータベースでもある。それらのアプリケーションを用いてSteemアカウントはSteemデータベースへの処理や対話を行うことができる。多くのブロックチェーンが暗号化されたハッシュをアドレスとして利用しているが、Steemではユーザーが選んだ英数字の名前を用いている。人が読めるアカウント名によってアイデンティティ間の処理が直接行えるため、ハッシュよりも理解しやすい。
また、Steemはビットコインと異なり、分散された総意に基づいている。それはSteemのステークホルダーによって選出されたwitnessと呼ばれるブロック作成アカウントを用いた分散Proof of stakeという方法である。Steemネットワークはブロックを見つけるためにproof of workに頼る代わりに、これらのアカウントをアクティブにスケジュールすることによってブロック間の時間を3秒に改善した。ブロック作成者には僅かであるが各ブロックで作り出された報酬の一部が与えられる（残りは著者とキュレーターに与えられる）。
Steemにはブロック作成者への支払いにレート制限や取引手数料はない。代わりにアカウントはユーザーが影響や制限を受けないよう、十分に素早く補うbandwidthを用いる。
steemit.comはSteemブロックチェーンコンテンツの最初のフロントエンドウェブサイトであるが、ネットワークは公開されており、サードパーティによるウェブサイトやアプリケーションによってSteemデータベースへの接続や操作をすることができる。Instagramの画像投稿のような代替インターフェースや機能を提供するものがいくつかサードパーティによって作成されている。Busy.orgは代替インターフェースを備えたSteem対応webサイトである。eSteemはSteem対応のAndroidまたはiOSアプリである。 chainBBというフォーラムスタイルのアプリケーションも利用できる。
Steemit以外のアプリケーションとwebサイトはSteemitと同じSteemユーザー資格情報を使用する。これは公開鍵暗号によってユーザー名とパスワードがデータベースの一部となっているために可能となっている。アカウント所有者だけがパスワードや適切なキーを用いてコメントや投票、仮想通貨の移転などを行うことができる。各アカウントには異なるアクセス権を持つ秘密鍵の一式がある。最もセキュリティレベルの低いキーでは、コメントや投票はできるが仮想通貨の移転は行えない。従って、キーの階層により損失やアカウント制御のリスクを抑えながらSteemに接続された他のアプリケーションを使用することができる。

## 通貨システム
SteemブロックチェーンはSTEEMとSteem Dollarsという二つのトークンを持つ。
Steemは毎年ほぼ倍増する非常に高いインフレーション供給モデルから始まった。しかし、コミュニティの要求によって2016年12月6日にSteemのインフレ率は毎年9.5％に変更され、年間0.5％の削減となった。

### STEEM
STEEMはネットワークの基本的なトークンであり、取引所やマーケットで様々な仮想通貨と交換される。その市場価値はSteemから支払われた報酬のプールの価値を決定し、またSteem Dollarsの価値を裏付けている。

#### STEEM Power
STEEM Power (SP) は締結されたスマートコントラクトとアカウントのネットワーク上における比影響量を表すSTEEMである。アカウントのSTEEM Powerが大きいほど、投稿やコメントにタウする投票の影響力が大きくなる。STEEM Powerはwitnessのapproval votingにおけるアカウントの重みも決定する。
新規アカウントは少量のSTEEM Power を持つ。コンテンツの作成者は報酬をデフォルトの50％リキッドSTEEM（STEEMとSTEEM Dollarsの混合） + 50％STEEM Powerで受け取る代わりに、100％をSTEEM Powerで受け取るオプションを選択できる。リキッドSTEEMをSTEEM Powerに変換するパワーアップというオプションもある。
STEEM Powerは直接譲渡または取引することはできないが、アカウントの総STEEM Powerの1/13を週1回、リキッドSTEEMとして取り出すことができる。これをパワーダウンと言う。アカウントは取り出したSTEEMに比例して投票の影響力を失う。

### Steem Dollars
Steem Dollars (SBD)はUSドルにペッグされた資産である。Steem Dollarsは仮想通貨取引所で取引され、またグッズやサービスへの支払いに使用することができる。
Steemブロックチェーン上にSteemitのwebサイトに統合された内部マーケットがあり、STEEMとSteem Dollarsを相互に交換することができる。Steem Dollarsは3.5日で同等のSTEEMに変換することができる。
保有しているSteem Dollarsには金利がつく。この利率は’’witness’’が一括して設定する。2017年3月現在の金利は年2%である。Steem DollarsがUSドルと等価未満で取引され、Steem Dollarsの供給がリキッドSTEEMの供給に対して多すぎない場合は、この金利が引き上げられる。

### ウォレット
Steemitのウォレットページにはアカウントが持つトークンが表示される。WebベースのウォレットによってSteem Dollars とSTEEMのネットワーク転送が可能である。さらに、パワーアップ、パワーダウン、リキッドトークンと貯蓄のやりとり、Steem DollarsとSTEEMの交換のコントロールを行うことができる。貯蓄はセキュリティ手段として提供されており、引き出すのに3日かかるものである。

## 報酬
投稿とコメントの報酬は著者に75%、キュレーターに25%が与えられる。 50％がSTEEM Powerとして、残りの50%がリキッドトークンとして投稿やコメントが行われてから7日後に著者とコメント投稿者に与えられる。投稿オプションで100%をSTEEM Powerとして受け取ることもできる。投稿者は報酬を辞退することもできる。

## 利用状況と報道
2017年5月現在、Steemアカウント数は170,000以上である。支払いがないパブリックベータ版の後に、2016年7月4日のハードフォークにおいて1,300,000ドルのSTEEMとSteem DollarsがSteemitユーザーに支払われた。
STEEMとビットコインの交換レートは2016年7月中に上昇し、4USドルを越える価格でピークに達した。 2016年7月中に、SteemはCoinmarketcap.comで監視されている仮想通貨で3番目に大きい時価総額を持ち、7月20日にピークの405,000,000USドルに達した。 2016年5月25日現在、その時価総額は258,000,000USドルである。
Steemitは2016年7月にAdam Hayes (en:Investopedia)によって斬新かつ「破壊的なブロックチェーンに基づくメディアコミュニティ」と説明され、仮想通貨およびビジネス関連メディアで報道されている。 Steemitのメンバーであるen:Neil Straussはローリング・ストーンの記事でこの報酬分配を「非常に賢い」と言い、その破壊的な可能性の所感を繰り返した。

## 批判
専門家の中にはビットコインやEtherを使用するときに、Steemが独自のトークンを用いることの必要性について疑問を持つ者もいる。 また、「Steemはポンジ・スキームであり、新規ユーザーがいなくなるまでデジタル通貨が成長し続け、急速に崩壊する」と述べている。